# 弗洛雷什蒂鄉 (梅赫丁茨縣)
44°46′N 22°57′E / 44.77°N 22.95°E
弗洛雷什蒂鄉（羅馬尼亞語：Comuna Florești, Mehedinți），是羅馬尼亞的鄉份，位於該國西南部，由梅赫丁茨縣負責管轄，面積56平方公里，海拔高度219米，2007年人口2,804，人口密度每平方公里51人。